# Cúp Kopa
Kopa Trophy là một giải thưởng bóng đá được trao cho cầu thủ có màn trình diễn xuất sắc ở dưới độ tuổi 21. Nó được tổ chức bởi France Football.
Giải thưởng được đặt tên theo cựu cầu thủ bóng đá người Pháp Raymond Kopa và giải thưởng được chọn ra bởi những người đã từng đạt dành hiệu Quả bóng vàng. Không giống như giải thưởng Golden Boy (Cậu bé vàng), giải Kopa Trophy, ngay cả khi kém uy tín hơn , nó cũng được mở rộng đến các cầu thủ ở ngoài châu Âu.

## Người chiến thắng

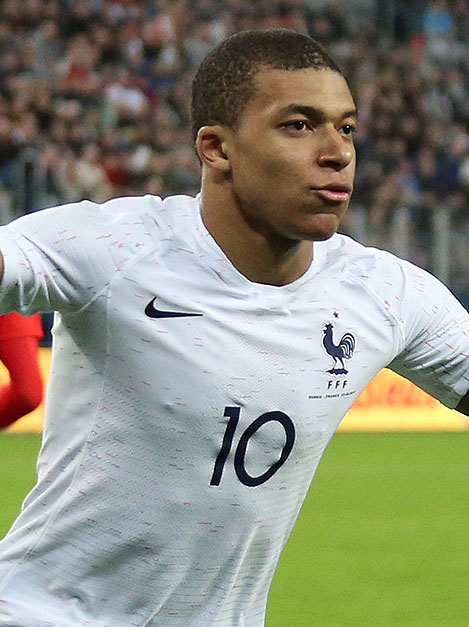
Kylian Mbappé, cầu thủ nhận giải đầu tiên.

| Năm  | Thứ tự                               | Cầu thủ                              | Câu lạc bộ                           | Điểm                                 |
| ---- | ------------------------------------ | ------------------------------------ | ------------------------------------ | ------------------------------------ |
| 2018 | 1st                                  | Kylian Mbappé                        | Paris Saint-Germain                  | 110                                  |
| 2018 | 2nd                                  | Christian Pulisic                    | Borussia Dortmund                    | 31                                   |
| 2018 | 3rd                                  | Justin Kluivert                      | Ajax Roma                            | 18                                   |
|      |                                      |                                      |                                      |                                      |
| 2019 | 1st                                  | Matthijs de Ligt                     | Ajax Juventus                        | 58                                   |
| 2019 | 2nd                                  | Jadon Sancho                         | Borussia Dortmund                    | 49                                   |
| 2019 | 3rd                                  | João Félix                           | Benfica Atlético Madrid              | 41                                   |
|      |                                      |                                      |                                      |                                      |
| 2020 | Không trao giải do Đại dịch COVID-19 | Không trao giải do Đại dịch COVID-19 | Không trao giải do Đại dịch COVID-19 | Không trao giải do Đại dịch COVID-19 |
|      |                                      |                                      |                                      |                                      |
| 2021 | 1st                                  | Pedri                                | Barcelona                            | 89                                   |
| 2021 | 2nd                                  | Jude Bellingham                      | Borussia Dortmund                    | 39                                   |
| 2021 | 3rd                                  | Jamal Musiala                        | Bayern Munich                        | 38                                   |
|      |                                      |                                      |                                      |                                      |
| 2022 | 1st                                  | Gavi                                 | Barcelona                            | 59                                   |
| 2022 | 2nd                                  | Eduardo Camavinga                    | Rennes Real Madrid                   | 51                                   |
| 2022 | 3rd                                  | Jamal Musiala                        | Bayern Munich                        | 47                                   |
|      |                                      |                                      |                                      |                                      |
| 2023 | 1st                                  | Jude Bellingham                      | Borussia Dortmund Real Madrid        |                                      |
| 2023 | 2nd                                  | Jamal Musiala                        | Bayern Munich                        |                                      |
| 2023 | 3rd                                  | Pedri                                | Barcelona                            |                                      |

### Theo cầu thủ
| Cầu thủ           | Người chiến thắng | Thứ hai  | Thứ ba         |
| ----------------- | ----------------- | -------- | -------------- |
| Kylian Mbappé     | 1 (2018)          | –        | –              |
| Matthijs de Ligt  | 1 (2019)          | –        | –              |
| Pedri             | 1 (2021)          | –        | –              |
| Gavi              | 1 (2022)          | –        | –              |
| Christian Pulisic | –                 | 1 (2018) | –              |
| Jadon Sancho      | –                 | 1 (2019) | –              |
| Jude Bellingham   | 1 (2023)          | 1 (2021) | –              |
| Eduardo Camavinga | –                 | 1 (2022) | –              |
| Jamal Musiala     | –                 | –        | 2 (2021, 2022) |
| Justin Kluivert   | –                 | –        | 1 (2018)       |
| João Félix        | –                 | –        | 1 (2019)       |

### Theo quốc gia
| Country     | Players | Wins |
| ----------- | ------- | ---- |
| Tây Ban Nha | 2       | 2    |
| Pháp        | 1       | 1    |
| Hà Lan      | 1       | 1    |
| Anh         | 1       | 1    |

### Theo câu lạc bộ
| Câu lạc bộ          | Cầu thủ | Người chiến thắng |
| ------------------- | ------- | ----------------- |
| Barcelona           | 2       | 2                 |
| Paris Saint-Germain | 1       | 1                 |
| Juventus            | 1       | 1                 |
| Real Madrid         | 1       | 1                 |